# Charo (cantante)
María del Rosario Pilar Martínez Molina Baeza (15 de enero de 1951, Molina de Segura, Murcia, España), más conocida como Charo, es una cantante, bailarina, humorista, actriz y guitarrista española, radicada en Estados Unidos. Su icono es su ostentosidad y su presencia provocativa. Su marca, la frase "cuchi, cuchi".

## Fecha de nacimiento
La fecha exacta de su nacimiento es dudosa. Charo siempre ha mantenido que su fecha documentada de nacimiento fue incorrecta debido a un error burocrático. Los documentos oficiales en España y en Estados Unidos, mantienen que nació en 1941, pero Charo asegura ser más joven. En 1986 fue al juzgado y pudo convencer con éxito al juez de que su fecha de nacimiento es [1951]. Esto fue motivo de conflicto cuando ella se casó en 1966 a la edad de 15 años, falsificando la fecha.

## Biografía
Charo nace en el barrio del Castillo de la ciudad murciana de Molina del Segura. Nace en 1951. Cuando Charo era joven, fue descubierta por el famoso músico Xavier Cugat, quien la llevó al altar el 7 de agosto de 1966 a la edad de 15 años (o 25, si ella nació en 1941, como dicen los documentos); Cugat tenía 66 años. Hoy día, la artista mantiene que fue solamente un contrato de negocios para permitir que una menor de edad pudiese presentar en clubes nocturnos. Fueron la primera pareja en tener su enlace en el hotel Caesars Palace de Las Vegas.
En 1977, se nacionalizó estadounidense.
El 11 de agosto de 1978 se volvió a casar, esta vez con su apoderado Kjell Rasten, en Lake Tahoe. En 1982 se dedicó a su único hijo Shel Rasten (que es batería del grupo metal Treazen) y decidió trasladarse a Hawái, donde ella actuaba regularmente en el Outrigger Hotel y atendía a los clientes en su restaurante de la isla de Kauai. Ella dice que quería que su hijo creciese en un ambiente limpio y tranquilo.
Charo esperó a que su hijo creciese y se graduase en el año 2000 antes de volver a Los Ángeles para, de nuevo, dedicarse por completo al mundo del espectáculo.
Charo estudió Flamenco y Guitarra Clásica cuando residió en Murcia. Como resultado de su entrenamiento y preparación, fue nombrada la mejor guitarrista de flamenco en una encuesta realizada por los lectores de la revista Guitar Player Magazine. Debido a su ostentosa y espectacular presencia, Charo fue infravalorada como guitarrista.
Ella también donó su talento a la Jerry Lewis Annual Muscular Dystrophy Association Telethon.

## Carrera televisiva
Charo comenzó en televisión como panelista de The Hollywood squares de 1982 a 1988. Ella sostiene el récord de apariciones de invitados famosos en la serie The love boat. Charo también apareció regularmente en Chico and The Man, después de la muerte de Freddie Prinze. Charo también formó parte del reparto de la tercera temporada de The surreal life.
En 2006, Charo ha aparecido en la miniserie de VH1, I love the 70's, volume 2 y (junto con Little Richard y Burt Bacharach) ha aparecido en anuncios de las marcas Geico, Sprint y Burger King.
Debido a su desmedida popularidad en Estados Unidos, ha aparecido frecuentemente en televisión y es la primera murciana en aparecer en un episodio de Los Simpson, «El viejo y la llave», cantando "My name is Charo, I shake my Maracas".

## Discografía
- Cuchi, cuchi (1977)
- Olé, olé (1978)
- Mamacita, ¿dónde está Santa Claus? (sencillo de 1978)
- Bailando con Charo (1981)
- Guitar passion (1994)
- Blame it on the Macarena (1996)
- Gusto (1997)
- Charo and guitar (2005)

Sus primeros cuatro álbumes los hizo como miembro de Salsoul Orchestra.

## Filmografía
- Tiger by the tail (1968)
- Elvis: that's the way it is (1970) (documental)
- Aeropuerto 80 (1979)
- Moon over parador (1988)
- Pulgarcita (1994) (voz)

## Televisión
- The Hollywood squares (panelista desde 1982 a 1988)
- The Charo show (1986) (único piloto para varias series)
- Tio and the man (miembro del casting desde 1987 a 1988)
- RuPaul's Drag Race: Reunited (estrella invitada en 2012)
- Agujetas de color de rosa (Aparición como personaje secundario durante varios episodios en 1995)
- That 70's show (estrella invitada 'Red sees red', 2000)
- The surreal life (miembro del casting en 2004)
- So notorious (episodio 5 de la primera temporada, en 2006)
- I love the 70's, volume 2 (apariciones en 2006)
- Chappelle's show (aparición en 2006)
- Pee Wee's playhouse Christmas special (estrella invitada, en 1988)
- The Suite Life on Deck - temporada 2, episodio 14, «Mother of the Groom» (estrella invitada, en 2010)
- Don't Trust the B---- in Apartment 23 - temporada 2, episodio 19, «Original Bitch» (estrella invitada, en 2013)
- Jane the Virgin, temporada 2, episodio 15, «Chapter Thirty-Seven» (estrella invitada, en 2016)
- Dancing with the stars (concursante, en 2017)